# Định Hải (nhà thơ)
Định Hải (tên khai sinh là Nguyễn Biểu, sinh năm 1937) là nhà thơ Việt Nam, được tặng Giải thưởng Nhà nước về Văn học Nghệ thuật năm 2007. Bài thơ ''Bài ca trái đất'' của ông được nhạc sĩ Trương Quang Lục phổ nhạc và bài hát này được xếp vào danh sách 50 bài hát Việt hay nhất thế kỷ 20 dành cho thiếu nhi Việt Nam.  

## Tiểu sử
Định Hải, tên khai sinh là Nguyễn Biểu, sinh ngày 06 tháng 06 năm 1937, quê xã Định Hải, huyện Yên Định, tỉnh Thanh Hóa.
Định Hải học phổ thông ở Thanh Hóa. Từ năm 1956 đến 1959, ông học tại khoa Ngữ văn Trường đại học Tổng hợp Hà Nội. Sau khi tốt nghiệp, năm 1959, ông về công tác tại Bộ Giáo dục, có một số năm đứng trên bục giảng. Từ năm 1962, ông chuyển về làm biên tập rồi Trưởng phòng biên tập văn nghệ Nhà xuất bản Kim Đồng cho đến năm 1987. Từ năm 1987 đến 1998, Định Hải và nhà văn Lê Cận thành lập tạp chí Văn nghệ thiếu nhi, sau đó ông làm Tổng biên tập tạp chí Tuổi xanh thuộc Trung ương đoàn Thanh niên Cộng sản Hồ Chí Minh. Ông cũng nhiều năm là Trưởng ban văn học thiếu nhi của Hội Nhà văn Việt Nam.
Hiện ông sống tại Hà Nội.
Ông là đảng viên Đảng Cộng sản Việt Nam; hội viên Hội Nhà văn Việt Nam từ năm 1979.

## Sự nghiệp
Định Hải bắt đầu sáng tác từ những năm đang còn học cấp 2 ở Lam Sơn (Thanh Hóa) và được đăng thơ trên báo từ năm 1954 với tên khai sinh Nguyễn Biểu. Lúc này, ông đã được nhiều người biết đến với những bài thơ: Quê ta một dải Bắc - Nam (giải khuyến khích báo Tiền Phong, 1955); Trồng cây xanh (giải nhì - không có giải nhất - báo Người giáo viên nhân dân, 1960). 
Từ năm 1962, Định Hải đã sáng tác rất nhiều thể loại cho thiếu nhi như: truyện ngắn, truyện thơ, thơ, hoạt cảnh, viết lời cho các bộ phim hoạt hình... Ở mỗi thể loại ông đều để lại những ấn tượng khá sâu sắc đối với độc giả. Tuy nhiên, thành công hơn cả chính là những sáng tác thơ viết cho thiếu nhi. Thơ của ông đã mang đến những cảm xúc chân thành, bình dị, gần gũi, thân quen đối với tâm hồn trẻ thơ. Nhiều bài thơ của ông đã được các nhạc sĩ chuyển thành bài hát và được phổ biến nhiều như: ''Bài ca trái đất'', ''Bàn tay cô giáo'', ''Biết bao điều lạ''... 
Nếu phải kể danh sách 10 nhà thơ thiếu nhi, chắc chắn trong đó phải có tên nhà thơ Định Hải. Định Hải quan niệm thơ thiếu nhi là đề tài, không chỉ bó hẹp trong đối tượng tiếp nhận là trẻ em. Người lớn đọc thơ thiếu nhi để thêm một lần nữa soi mình, hiểu con trẻ. Ông từng nói:
| “                    | Một bài thơ viết cho thiếu nhi cũng có thể ví như một củ hành, người đọc sẽ bóc ra từng lớp, từng lớp. Cho đến khi nhìn thấy lõi trong cùng. Không có bài thơ hay nào là chỉ viết cho thiếu nhi ở ý nghĩa thuần túy. Chúng ta chọn lối viết để các em cảm nhận được. Nhưng một bài thơ viết cho các em hay cũng chính là một bài thơ mà mọi lứa tuổi đều cảm nhận thấy hay, đều yêu thích. | ” |
| — nhà thơ Định Hải - | |   |

Nếu nhìn việc đưa tác phẩm vào sách giáo khoa như một lựa chọn chất lượng, thì Định Hải đang là một kỷ lục của chất lượng như vậy. Ở các sách Tiếng Việt, bộ hiện hành, ông có tác phẩm từ lớp 1 tới lớp 5. Trong sách Tiếng Việt 1 là 4 dòng ở trang 161 dạy vần “ốc”; trong sách ; Trong sách Tiếng Việt 2, tập 1 là bài ''Gọi bạn''; trong sách Tiếng Việt 3, tập 1, là bài ''Vẽ quê hương'' và bài ''Một mái nhà chung''; trong sách Tiếng Việt 4, tập 1, là bài ''Nếu chúng mình có phép lạ''; trong sách Tiếng Việt 5, tập 1, là bài ''Bài ca trái đất''. Riêng ''Bài ca trái đất'' đã được phổ nhạc và trong cuộc bình chọn của báo Thiếu niên Tiền phong và Hội Nhạc sĩ Việt Nam, được xếp vào danh sách 50 bài hát Việt hay nhất thế kỷ 20 dành cho thiếu nhi Việt Nam. Đến năm 2007, kỷ niệm 50 năm ngày thành lập Nhà Xuất bản Kim Đồng ông đã có tập sách thứ 50. Một số tác phẩm chính của ông: Nắng xuân trên rẻo cao; Chồng nụ chồng hoa; Hươu cao cổ; Em hát - đu quay; Nhành hoa trong vườn sớm; Bài ca trái đất, v.v..
Ông còn là người phát hiện bồi dưỡng nhiều nhà văn viết cho thiếu nhi. Có thể kể ra: Trần Đăng Khoa, Khánh Chi, Cẩm Thơ, Hoàng Hiếu Nhân, Cao Xuân Sơn, Hoài Khánh…
Là một trong những nhà thơ có nhiều cống hiến cho nền văn học thiếu nhi Việt Nam, ông đã được nhận nhiều Giải thưởng của Hội Nhà văn Việt Nam, Trung ương Đoàn Thanh niên cộng sản Hồ Chí Minh, Bộ Giáo dục và Đào tạo, Bộ Lao động, Thương binh và Xã hội, Ủy ban Bảo vệ và Chăm sóc Trẻ em Việt Nam, Hội Văn học Nghệ thuật Hà Nội, Nhà xuất bản Kim Đồng, báo Tiền Phong, báo Độc Lập (1955), báo Người giáo viên nhân dân (1960), báo Thiếu niên Tiền Phong, Hội Nhạc sĩ Việt Nam…
Nhìn lại hơn nửa thế kỷ gắn bó với văn học thiếu nhi, Định Hải thấy phần thưởng lớn nhất mà ông có chính là “…đã được nhiều thế hệ trẻ Việt Nam rộn ràng cất cao tiếng hát: Trái đất này là của chúng mình”.
Năm 2007, ông được tặng Giải thưởng Nhà nước về Văn học Nghệ thuật với các tập thơ: Bài ca trái đất, Bao nhiêu điều lạ và hoạt cảnh thơ Những câu tục ngữ gặp nhau.

## Tác phẩm chính
- Hoa mùa xuân (truyện ký – 1963).
- Thăm Bắc Lý (truyện ký – 1964).
- Bàn tay gieo hạt (truyện vừa – 1967).
- Nắng xuân trên rẻo cao (truyện thơ – 1969).
- Chồng nụ chồng hoa (thơ – 1970).
- Hươu cao cổ (thơ – 1975).
- Én hát – đu quay (thơ – 1971).
- Nhành hoa trong vườn sớm (thơ – 1979).
- Bài ca trái đất (thơ – 1983).
- Nụ hôn học trò (thơ, tập 1 – 1988; tập 2 – 1992).
- Bao điều kỳ lạ (thơ – 1994).
- Bài ca trái đất (thơ chọn lọc – 1996).
- Thơ với tuổi thơ (thơ chọn lọc, 2003)
- Bài ca trái đất (tuyển tập thơ gồm thơ thiếu nhi và thơ người lớn, 2005).

Nguồn:

## Vinh danh
- Giải thưởng Nhà nước về Văn học Nghệ thuật năm 2007.

### Giải thưởng văn học
- Hội Nhà văn Việt Nam,
- Trung ương Đoàn Thanh niên cộng sản Hồ Chí Minh,
- Bộ Giáo dục và Đào tạo, Bộ Lao động, Thương binh và Xã hội,
- Ủy ban Bảo vệ và Chăm sóc Trẻ em Việt Nam,
- Hội Văn học Nghệ thuật Hà Nội,
- Nhà xuất bản Kim Đồng,
- báo Tiền Phong,
- báo Độc Lập (1955),
- báo Người giáo viên nhân dân (1960),
- báo Thiếu niên Tiền Phong,
- Hội Nhạc sĩ Việt Nam.